# ITT Automotive Detroit Grand Prix 1992
ITT Automotive Detroit Grand Prix 1992 var ett race som var den femte deltävlingen i PPG IndyCar World Series 1992. Racet kördes den 7 juni på Detroits gator. Bobby Rahal drog ifrån i mästerskapet, tack vare sin andra seger för säsongen. Två nykomlingar överraskade genom att ta pallplatser. Raul Boesel slutade tvåa, medan Stefan Johansson blev trea.

## Slutresultat
| Plats | Förare             | Team                     | Grid | Kvaltid  |
| ----- | ------------------ | ------------------------ | ---- | -------- |
| 1     | Bobby Rahal        | Rahal-Hogan Racing       | 2    | 1.14,405 |
| 2     | Raul Boesel        | Dick Simon Racing        | 6    | 1.15,164 |
| 3     | Stefan Johansson   | Bettenhausen Motorsports | 8    | 1.15,627 |
| 4     | Michael Andretti   | Newman/Haas Racing       | 1    | 1.14,340 |
| 5     | Danny Sullivan     | Galles-Kraco Racing      | 11   | 1.15,639 |
| 6     | Teo Fabi           | Newman/Haas Racing       | 3    | 1.14,479 |
| 7     | Eric Bachelart     | Dale Coyne Racing        | 18   | 1.18,234 |
| 8     | Emerson Fittipaldi | Marlboro Team Penske     | 5    | 1.15,114 |
| 9     | Al Unser Jr.       | Galles-Kraco Racing      | 7    | 1.15,563 |
| 10    | Brian Bonner       | A.J. Foyt Enterprises    | 20   | 1.20,049 |
| 11    | Eddie Cheever      | Chip Ganassi Racing      | 12   | 1.15,645 |
| 12    | Scott Brayton      | Dick Simon Racing        | 15   | 1.17,289 |
| 13    | Jeff Wood          | Arciero Racing           | 21   | 1.21,499 |
| 14    | Ted Prappas        | P.I.G. Racing            | 19   | 1.18,333 |
| 15    | Jay Hill           | Nu-tech Motorsports      | 25   | 1.24,632 |
| 16    | Paul Tracy         | Penske Racing            | 4    | 1.15,060 |
| 17    | Robby Gordon       | Chip Ganassi Racing      | 13   | 1.17,058 |
| 18    | Christian Danner   | Euromotorsport           | 16   | 1.17,361 |
| 19    | Scott Pruett       | Truesports Co.           | 9    | 1.15,634 |
| 20    | Ross Bentley       | Dale Coyne Racing        | 23   | 1.22,364 |
| 21    | John Andretti      | Hall/VDS Racing          | 10   | 1.15,635 |
| 22    | Scott Goodyear     | Walker Racing            | 14   | 1.17,107 |
| 23    | Brian Till         | Robco Racing             | 17   | 1.18,013 |
| 24    | Buddy Lazier       | Leader Cards Racing      | 22   | 1.21,082 |
| 25    | Mike Groff         | Walker Racing            | 24   | 1.23,632 |